# 洛雷拉·斯特凡内利
洛雷拉·斯特凡内利（義大利語：Lorella Stefanelli；1959年2月20日—），是一名圣马力诺女政治家，2015年10月1日成為聖馬利諾執政官，與尼古拉·倫齊同時在任。

## 生平
斯特凡內利是一名律師，曾在聖馬利諾旅遊部工作。